# Liolaemus paulinae
Liolaemus paulinae este o specie de șopârle din genul Liolaemus, familia Tropiduridae, descrisă de Donoso-barros 1961. Conform Catalogue of Life specia Liolaemus paulinae nu are subspecii cunoscute.